# BMB Ce 4/4 1
Der Ce 4/4 1 war ein vierachsiger meterspuriger Triebwagen, der als Einzelfahrzeug bei der Biel-Meinisberg-Bahn (BMB) und später bei der Lugano-Cadro-Dino-Bahn (LCD) im Einsatz war. Seine orange-weisse Lackierung trug ihm den Namen Oranger Pfeil ein, in Anlehnung an den Roten Pfeil der SBB und den Blauen Pfeil der BLS.

## Geschichte
Die BMB besass nach der Elektrifizierung keine eigenen Fahrzeuge mehr, die Strecke wurde von der Städtischen Strassenbahn Biel mitbedient. Die Gesellschaft beschloss 1936 die Strecke wieder selbst zu bedienen und beschaffte dafür einen einzigen Leichttriebwagen. Der Ce 4/4 1 wurde 1937 von der Schweizerischen Industrie-Gesellschaft (SIG) und der Brown, Boveri & Cie. (BBC) für die Biel-Meinisberg-Bahn gebaut. Das Fahrzeug war fortan das einzige Fahrzeug der BMB und wurde auf der Strecke bis zu deren Schliessung 1940 als Alleinfahrer eingesetzt. 1941 gelangte das Fahrzeug zur LCD im Tessin, wo es die Nummer 10 erhielt. Es war dort bis 1970 im Einsatz und wurde 1972 abgebrochen.

## Technik
Der Triebwagen hatte als Novum für ein Überlandfahrzeug Simplex-Drehgestelle, die kleinere Raddurchmesser erlaubten und somit einen tief liegenden Fussboden ermöglichten. Er war ähnlich den später gebauten Schweizer Standardwagen für die Strassenbahnen, wies aber als Triebwagen für eine Überlandbahn im Gegensatz zu den Strassenbahnwagen keine gummigefederten Räder auf. 
Der Wagenkasten mit den beiden Endführerständen wurde von SIG gebaut. Durch die Leichtbauweise war der Triebwagen nur 13,5 t schwer, was vergleichbar mit den damaligen zweiachsigen Strassenbahntriebwagen in konventioneller Bauweise war.
Die elektrische Ausrüstung stammte von BBC. Auf dem Dach war ein einzelner Stromabnehmer mit Kohleschleifstück angebracht. Jedes Drehgestell hatte einen einzelnen längs eingebauten Fahrmotor, der die beiden Achsen des Drehgestells über Winkelgetriebe antrieb. Die Motoren waren während der Anfahrt in Serie geschaltet, bei höheren Geschwindigkeiten parallel. Als Betriebsbremse diente die Widerstandsbremse, die Handbremse diente nur zum Sichern des Fahrzeugs gegen Wegrollen. 
Die Inneneinrichtung wies 36 Sitzplätze auf, die mit Kunstleder bezogen waren. Der Innenraum war mit einer elektrischen Warmluftheizung beheizt.